# Huguette Delavault
Pour les articles homonymes, voir Delavault.
Huguette Delavault, née le 15 janvier 1924 à Andilly (Charente-Maritime) et morte le 2 avril 2003 dans le 13e arrondissement de Paris, est une mathématicienne et féministe française.

## Biographie
Huguette Delavault est née en Charente-Maritime, dans une famille d'enseignants. Elle est élève de l'école normale primaire de La Rochelle, puis de l'École normale supérieure de Fontenay-aux-Roses (1946-1949), et agrégée de mathématiques (1952).
Elle commence sa carrière comme chercheuse au CNRS (1952-1958), puis après la soutenance en 1957 de sa thèse d'État en mathématiques, intitulée Application de la transformation de Laplace et de la transformation de Hankel à la détermination de solutions de l'équation de la chaleur et des équations de Maxwell en coordonnées cylindriques à l'université de Paris, elle est successivement enseignante-chercheuse à la faculté de Rennes (1958-1970), puis professeur à l’École nationale supérieure d'électromécanique et d'électronique de Caen (1970-1984), et professeur à l'université de Rennes.
De 1976 à 1980, elle est détachée comme directrice-adjointe scientifique de l'École normale supérieure de Fontenay-aux-Roses. À ce poste, elle assiste à la mise en œuvre de la mixité dans les écoles normales supérieures, et à la fusion des écoles : Saint-Cloud avec Fontenay-aux-Roses, en 1981, puis Ulm avec Sèvres, en 1985. Durant ces années, Huguette Delavault effectue également, à la demande du ministère de la Coopération, de nombreuses missions en Afrique francophone et à Madagascar pour y assurer la rénovation de l'enseignement des mathématiques.
Ses archives sont conservées à l'université d'Angers, au Centre des archives du féminisme (BU Angers).

## Militantisme
Huguette Delavault a œuvré pour l'amélioration de la place des femmes dans les instances scientifiques. Elle a soutenu dès sa création en 1987 l'association Femmes et mathématiques et est membre fondatrice en 2000 de l'association Femmes et sciences, avec Françoise Cyrot-Lackmann, Claudine Hermann, Françoise Gaspard, Colette Kreder.
Elle publie en 1997 un premier rapport sur la place des filles en classes préparatoires, puis en 1999 un rapport sur la place des filles dans les écoles d'ingénieurs. Ses travaux utilisent des statistiques sexuées difficiles à obtenir à l'époque. Elle participe à la rédaction de deux rapports sur la place des femmes dans l'enseignement supérieur, le premier en 2000 avec Laurence Broze et Juliane Unterberger, le second en 2002 avec Noria Boukhobza, Claudine Hermann et Corinne Konrad.
Huguette Delavault est l'une des premières à attirer l’attention sur les conséquences néfastes de la fusion des écoles normales supérieures sur le recrutement des filles en mathématiques et en physique, le nombre de jeunes filles admises au concours dans ces sections ayant chuté bien en dessous de leur proportion dans les classes préparatoires aux grandes écoles,.
Huguette Delavault a exercé son militantisme non seulement par des travaux sociologiques basés sur des statistiques sexuées rigoureuses mais aussi par de très nombreuses conférences dans toute la France dans les années 1990.

## Autres mandats
- 1985-1988 : Présidente de l'Association des anciennes élèves de Fontenay-aux-Roses
- 1984-1985 ; 1988-1994 : Présidente de l'Association française des femmes diplômées des universités (AFFDU)
- Administratrice du réseau[Quand ?] Action pour la parité - Demain la Parité (fondé par Colette Kreder et Françoise Gaspard) où elle représente l'AFFDU.

## Œuvres
- Application de la transformation de Laplace et de la transformation de Hankel à la détermination de solutions de l'équation de la chaleur et des équations de Maxwell en coordonnées cylindriques (préface de Henri Villat), Service de documentation et d'information technique de l'aéronautique, coll. « Publications scientifiques et techniques du ministère de l'Air. Notes techniques » no 71, Paris, 1957, VIII-100 p.
- Les transformations intégrales à plusieurs variables et leurs applications, Gauthier-Villars, coll « Mémorial des sciences mathématiques » no 148, Paris, 1961, 95 p.

## Décorations
- 1967 : Officier de l'ordre des Palmes académiques[12]
- 14 avril 1995 : Chevalier dans l'ordre national de la Légion d'honneur au titre d'« ancienne présidente de l'Association française des femmes diplômées des universités; 43 ans de services civils »[13].
- 30 avril 2002 : Officier dans l'ordre national du Mérite (chevalier 30 septembre 1971), au titre de « cofondatrice d'une association en faveur des femmes »[14]